# Anaxagoras (månekrater)
Anaxagoras er et nedslagskrater på Månen. Det befinder sig på Månens forside nær dens nordpol og er opkaldt efter den græske filosof Anaxagoras (ca. 500 – ca. 428 f.Kr.).
Navnet blev officielt tildelt af den Internationale Astronomiske Union (IAU) i 1935. 

## Omgivelser
Anaxagoraskrateret ligger over det større og mere nedslidte Goldschmidtkrater. Mod syd-sydøst ligger Epigeneskrateret, og stik syd ligger de nedslidte rester af Birminghamkrateret.

## Karakteristika
Anaxagoras er et så relativt ungt nedslagskrater, at det stadig er omgivet af et strålesystem, som ikke er blevet eroderet ved erosionspåvirkning fra rummet. Strålerne fra stedet når ud til en afstand på mere end 900 kilometer fra randen og når helt til Platokrateret mod syd.
Krateret indre har forholdsvis høj albedo, hvilket gør det til et fremtrædende sted, når Månen næsten er fuld. (Dets beliggenhed på høj breddegrad betyder, at Solen altid står tæt ved horisonten, selv ved dens maksimale højde mindre end en dag efter fuldmåne). Kraterets indre vægge er stejle og falder i terrasser. Den centrale top er forskudt i forhold til kraterbundens midte og slutter sig til en lav højderyg over bunden.

## Satellitkratere
De kratere, som kaldes satellitter, er små kratere beliggende i eller nær hovedkrateret. Deres dannelse er sædvanligvis sket uafhængigt af dette, men de får samme navn som hovedkrateret med tilføjelse af et stort bogstav. På kort over Månen er det en konvention at identificere dem ved at placere dette bogstav på den side af satellitkraterets midte, som ligger nærmest hovedkrateret. Anaxagoraskrateret har følgende satellitkratere:
| Anaxagoras | Længde  | Bredde  | Diameter |
| ---------- | ------- | ------- | -------- |
| A          | 72,2° N | 6,9° V  | 18 km    |
| B          | 70,3° N | 11,4° V | 5 km     |

## Måneatlas
- Billeder af Anaxagoraskrateret i LPI-måneatlasset